# Witte ridderzwam
De witte ridderzwam (Tricholoma album) is een schimmel behorend tot de familie Tricholomataceae. Het is een geheel witte paddenstoel van het grote geslacht Tricholoma. Het wordt gevonden in Europa, India en mogelijk Noord-Amerika. De hoed en lamellen zijn wit. De witachtige steel heeft geen ring.

## Kenmerken

### Uiterlijke kenmerken
Hoed
De hoed heeft een diameter is 4–7 cm, kan zelden iets groter zijn. Het is aanvankelijk convex met een rand, spreidt zich vervolgens plat uit en is vaak onregelmatig golvend. De matig vlezige hoed is stijf en broos en heeft een kleine of geen umbo. Het hoedoppervlak is glad, mat tot zijdeachtig glanzend en zuiver wit bij jonge vruchtlichamen. Later veranderen de hoeden steeds meer van kleur van midden naar isabelle naar oker. De rand van de hoed is niet gegroefd of geribbeld.
Lamellen
De jonge witte, later crèmekleurige lamellen staan bol op de steel. In het begin kunnen ze vrij dicht bij elkaar staan, later zijn ze vrij ver weg en over het algemeen zeer onregelmatig gemengd. De mesranden zijn licht gekarteld of grof gezaagd.
Steel
De cilindrische en vaak gebogen steel is 5–10 cm lang en 1-1,5 cm breed. De basis kan wat puntig zijn. De steel is vlezig en stevig en heeft een doff, witachtig oppervlak die soms oker tot bruinachtig kan zijn. Hij neigt te bruinen als hij wordt aangeraakt.
Geur en smaak
Het stijve en stevige vruchtvlees is witachtig tot gebroken wit van kleur en verkleurt niet. Het heeft een sterke, overweldigende en moeilijk te omschrijven geur. Dit is zoet (zoals jasmijn, zoals goedkope zeep of honing) en tegelijkertijd opdringerig aards tot bietachtig. Daarnaast kan de geur een melig component hebben. Het smaakt eerst onaangenaam bitter en daarna zeer scherp. 
Sporenprint
De sporenprint is witachtig.

### Microscopische kenmerken
De breed elliptische tot langwerpige sporen meten (5,0) 5,5–6,5 (7,0) × 3,5–4,5 (–5,0) µm en hebben een duidelijke apiculus. Het Q-getal (verhouding van sporelengte en -breedte) is 1,3 tot 1,5. De basidia met vier sporen zijn 25-34 µm lang en 5,0-6,0 µm breed. Ze hebben een gesp aan hun basis en bedekken ook de lamellaire randen, cystidia zijn afwezig. De deklaag is een cutis en bestaat uit cilindrische, 2,5-6,0 µm brede hyfen. Sommige terminale hyfencellen zijn bijna knotsvormig en meten 20–50 × 3,0–9,0 µm. Intracellulaire pigmenten zijn afwezig of zeer zwak, terwijl gespen zeer zeldzaam en afwezig zijn in de meeste septen van de hymenium- en hoedlagen.

## Ecologie
De vruchtlichamen van de witte ridderzwam verschijnen van augustus tot november solitair tot in groepen in loof- en gemengde bossen. Ze zijn ook te vinden aan de randen van bossen en in weilanden onder berkenbomen. De mycorrhiza-schimmel geeft de voorkeur aan zure zand- of leembodems, de belangrijkste mycorrhiza-partner is de eik. Hij kan echter ook een symbiose vormen met beuk, haagbeuk, hazelaar, esp en berk, maar ook met andere loofbomen.

## Verspreiding

Europese verspreiding

De schimmel is wijdverspreid is in heel Europa. Er zijn ook waarnemingen bekend uit Oost-Azië (Noord- en Zuid-Korea) en uit Noord-Amerika (VS en Canada). In Midden-Europa komt de schimmel verspreid tot matig algemeen voor. Het kan in sommige gebieden afwezig zijn of zeer zeldzaam zijn.
In Nederland komt de witte ridderzwam matig algemeen voor. Hij staat op de rode lijst in de categorie 'Kwetsbaar'.